# Traralgon Challenger 2018
Il Traralgon Challenger 2018 è stato un torneo di tennis facente parte della categoria Challenger 80 nell'ambito dell'ATP Challenger Tour 2018. È stata la 7ª edizione del torneo, si è giocato a Traralgon in Australia dal 22 al 28 ottobre 2018 sui campi in cemento del Traralgon Tennis Centre. Il torneo era dotato di un montepremi di $75.000.

## Partecipanti singolare

### Teste di serie
| Paese     | Giocatore          | Rank1 | Seed |
| --------- | ------------------ | ----- | ---- |
| Australia | Jason Kubler       | 91    | 1    |
| Giappone  | Yoshihito Nishioka | 96    | 2    |
| Australia | Jordan Thompson    | 108   | 3    |
| Australia | Alex Bolt          | 139   | 4    |
| Australia | Marc Polmans       | 148   | 5    |
| Giappone  | Hiroki Moriya      | 187   | 6    |
| Giappone  | Yasutaka Uchiyama  | 235   | 7    |
| Francia   | Maxime Janvier     | 244   | 8    |

- Ranking del 15 ottobre 2018.

### Altri partecipanti
Giocatori che hanno ricevuto una wild card:
- Harry Bourchier
- Thomas Fancutt
- Jacob Grills
- Aleksandar Vukic

Giocatori che sono passati dalle qualificazioni:
- Brydan Klein
- Fabien Reboul
- Yosuke Watanuki
- Wu Tung-lin

Giocatori che hanno avuto accesso al tabellone principale come lucky loser:
- Evan Hoyt

## Vincitori

### Singolare
- Jordan Thompson ha sconfitto in finale  Yoshihito Nishioka con il punteggio di 6–3, 6–4.

### Doubles
- Jeremy Beale /  Marc Polmans hanno sconfitto in finale  Max Purcell /  Luke Saville con il punteggio di 6–2, 6–4.